# 2009년 오리콘 1위 싱글 목록
일본에서 한 주간 가장 많이 팔린 싱글은 오리콘 주간 차트에 실리며, 이 차트는 오리콘이 발행하는 잡지 《오리스타》에 개제된다. 판매량은 한 주 동안의 각 싱글의 판매량을 기준으로 오리콘이 종합한다.

## 차트 기록
| 발행일    | 싱글                                           | 가수                                   | 참고                      |
| --------- | ---------------------------------------------- | -------------------------------------- | ------------------------- |
| 1월 5일   | (미발표)                                       | (미발표)                               |                           |
| 1월 12일  | 「stay with me」                               | 코다 쿠미                              |                           |
| 1월 19일  | 「愛・革命」                                   | 타키자와 히데아키                      |                           |
| 1월 26일  | 「愛のままで…」                                | 아키모토 준코                          | 2009년 1월 1위            |
| 2월 2일   | 「Bolero/Kiss The Baby Sky/忘れないで」        | 동방신기                               |                           |
| 2월 9일   | 「約束」                                       | KinKi Kids                             |                           |
| 2월 16일  | 「浪曲一代」                                   | 히카와 키요시                          |                           |
| 2월 23일  | 「ONE DROP」                                   | KAT-TUN                                | 2009년 2월 1위            |
| 3월 2일   | 「milk/嘆きのキス」                            | aiko                                   |                           |
| 3월 9일   | 「Rule/Sparkle」                               | 하마사키 아유미                        |                           |
| 3월 16일  | 「Believe/曇りのち、快晴」                     | 아라시/야노 겐타 starring Satoshi Ohno | 2009년 1위 2009년 3월 1위 |
| 3월 23일  | 「RESCUE」                                     | KAT-TUN                                |                           |
| 3월 30일  | 「WILD／Dr.」                                  | 아무로 나미에                          |                           |
| 4월 6일   | 「ワンルーム・ディスコ」                       | Perfume                                |                           |
| 4월 13일  | 「It's all Love!」                             | 코다 쿠미Xmisono                       |                           |
| 4월 20일  | 「空 〜美しい我の空」                          | 츠요시                                 |                           |
| 4월 27일  | 「THE MONSTER 〜Someday〜」                    | EXILE                                  | 2009년 4월 1위            |
| 5월 4일   | 「Share The World/We Are!」                    | 동방신기                               |                           |
| 5월 11일  | 「恋のABO」                                    | NEWS                                   | 2009년 5월 1위            |
| 5월 18일  | 「シャ・ラ・ラ/無限の羽」                      | 타키자와 히데아키                      |                           |
| 5월 25일  | 「しょうがない夢追い人」                       | 모닝구무스메                           |                           |
| 6월 1일   | 「化身」                                       | 후쿠야마 마사하루                      |                           |
| 6월 8일   | 「明日の記憶／Crazy Moon～キミ・ハ・ムテキ～」 | 아라시                                 | 2009년 6월 1위            |
| 6월 15일  | 「again」                                      | YUI                                    |                           |
| 6월 22일  | 「Infinity」                                   | girl next door                         |                           |
| 6월 29일  | 「スピリット」                                 | V6                                     |                           |
| 7월 6일   | 「たんぽぽ/海賊船/其の拳」                     | 유스케                                 |                           |
| 7월 13일  | 「Everything」                                 | 아라시                                 | 2009년 7월 1위            |
| 7월 20일  | 「七夕祭り」                                   | 테고마스                               |                           |
| 7월 27일  | 「悪魔な恋/NYC」                               | 나카야마 유마 w/B.I.Shadow, NYC boys   |                           |
| 8월 3일   | 「THE HURRICANE 〜FIREWORKS〜」                | EXILE                                  |                           |
| 8월 10일  | 「妖 ～あやかし～」                            | 도모토 코이치                          |                           |
| 8월 17일  | 「イチブトゼンブ/DIVE」                        | B'z                                    | 2009년 8월 1위            |
| 8월 24일  | 「Sunrise/Sunset ~LOVE is ALL~」               | 하마사키 아유미                        |                           |
| 8월 31일  | 「ときめきのルンバ」                           | 히카와 키요시                          |                           |
| 9월 7일   | 「そっと きゅっと／スーパースター★」           | SMAP                                   | 2009년 9월 1위            |
| 9월 14일  | 「GUILTY」                                     | V6                                     |                           |
| 9월 21일  | 「RAIN」                                       | 도모토 츠요시                          |                           |
| 9월 28일  | 「Alive/Physical thing」                       | 코다 쿠미                              |                           |
| 10월 5일  | 「ヒカリひとつ」                               | 타키자와 히데아키                      |                           |
| 10월 12일 | 「COLORS 〜Melody and Harmony〜/Shelter」      | 재중&유천 (from 동방신기)              |                           |
| 10월 19일 | 「It's all too much/Never say die」            | YUI                                    |                           |
| 10월 26일 | 「MY LONELY TOWN」                             | B'z                                    | 2009년 10월 1위           |
| 11월 2일  | 「RIVER」                                      | AKB48                                  |                           |
| 11월 9일  | 「スワンソング」                               | KinKi Kids                             |                           |
| 11월 16일 | 「急☆上☆Show!!」                               | 칸쟈니∞                                |                           |
| 11월 23일 | 「マイガール」                                 | 아라시                                 | 2009년 11월 1위           |
| 11월 30일 | 「Loveless」                                   | 야마시타 토모히사                      |                           |
| 12월 7일  | 「BANDAGE」                                    | LANDS                                  |                           |
| 12월 14일 | 「能動的三分間」                               | 도쿄지헨                               |                           |
| 12월 21일 | 「君にサヨナラを」                             | 쿠와타 케이스케                        |                           |
| 12월 28일 | 「はつ恋」                                     | 후쿠야마 마사하루                      | 2009년 12월 1위           |

## 연간 TOP 10
※ 집계: 2008년 12월 22일 - 2009년 12월 21일
- 1위: 아라시/야노 겐타 starring Satoshi Ohno 「Believe/曇りのち、快晴」
- 2위: 아라시 「明日の記憶/Crazy Moon〜キミ・ハ・ムテキ〜」
- 3위: 아라시 「マイガール」
- 4위: 아키모토 준코 「愛のままで…」
- 5위: 아라시 「Everything」
- 6위: B'z 「イチブトゼンブ/DIVE」
- 7위: KAT-TUN 「RESCUE」
- 8위: 유스케 「ひまわり」
- 9위: KAT-TUN 「ONE DROP」
- 10위: 칸쟈니∞ 「急☆上☆Show!!」